# Nathalia-Felsenteller
Der Nathalia-Felsenteller (Ramonda nathaliae) ist eine Pflanzenart aus der Gattung der Felsenteller (Ramonda) innerhalb der Familie der Gesneriengewächse (Gesneriaceae).

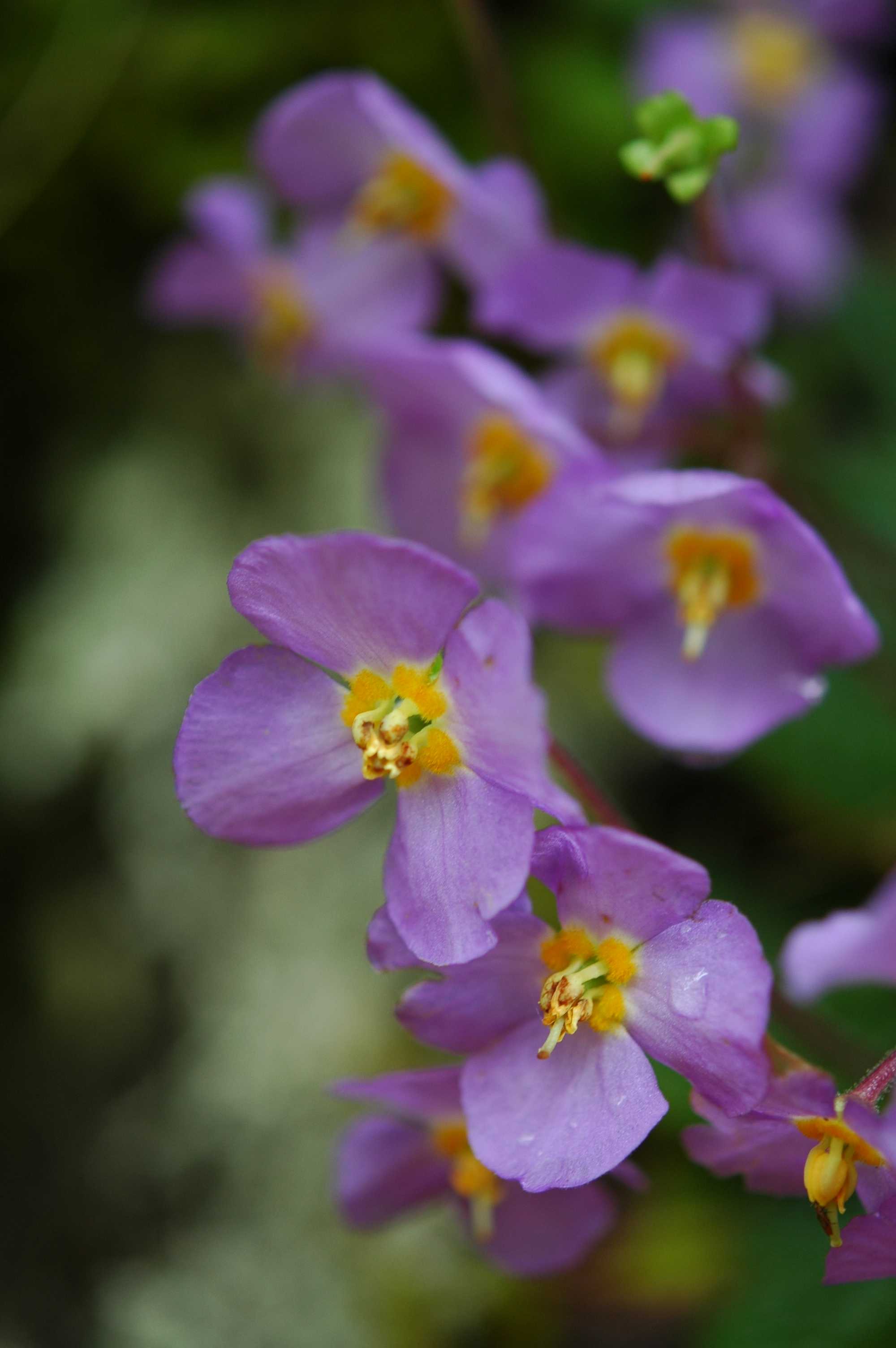
Blüten

## Beschreibung
Der Nathalia-Felsenteller ist eine immergrüne, ausdauernde, krautige Pflanze, die Wuchshöhen von 5 bis 15 Zentimeter erreicht. Die Blätter messen 3 bis 5 × 1 bis 3 Zentimeter. Sie sind eiförmig bis rundlich, an der Basis mehr oder weniger stark gestutzt und ganzrandig oder undeutlich gekerbt. Der Blattstiel ist 1 bis 4 Zentimeter lang. 
Der Schaft ist 6 bis 8 Zentimeter lang und drüsig-flaumig behaart. Der Blütenstand besteht aus ein bis drei Blüten. Es sind 4 bis 6 Kelchzipfel vorhanden. Die radförmige Krone hat einen Durchmesser von 3 bis 3,5 Zentimeter. Die abstehenden, meist 4, selten 5 Kronblätter sind lila bis violett mit orange-gelber Mitte. Die Staubbeutel sind 2,5 bis 3 Millimeter lang, gelb, manchmal auch blau getönt und stumpf. Der Griffel ist etwa 3 Millimeter lang. Die Frucht ist 9 Millimeter lang.
Die Chromosomenzahl beträgt 2n = 48.
Die Blütezeit liegt im Mai.

## Vorkommen
Die Art kommt in Süd-Serbien, Mazedonien und Nord-Griechenland in schattigen Felsspalten in Höhenlagen von 700 bis 1800 Meter vor. Angaben aus Nord-Albanien sind unsicher.

## Taxonomie und Symbolik
Der Nathalia-Felsenteller wurde 1882 von Josif Pančić und Sava Petrovič in Flora Agri Nyssani Seite 574 als Ramonda nathaliae erstbeschrieben. Sie ist nach der serbischen Königin Natalia Cheșco (1859–1941) benannt.
An die gefallenen Toten des Ersten Weltkriegs wird am 11. November in Serbien gedacht. Dabei werden Plaketten mit Abbildungen des Nathalia-Felsentellers angebracht. Dies leitet sich durch das Vorkommen des Nathalia-Felsentellers auf dem Kajmakčalan-Gipfel ab, der während der Besetzung des damaligen Königreichs Serbiens einen strategischen Punkt der Saloniki-Front bildete und auf dem sich 1916 in einer blutigen Schlacht die Rückkehr der Serbischen Soldaten auf das von den Mittelmächten besetzten Staatsgebiet vollzog. 
Der serbische Beitrag zum Eurovision Song Contest 2024 Ramonda von Teya Dora handelt von der Ramonda nathaliae. Die Blume ist in Serbien ein Symbol für den Tag des Waffenstillstands im Ersten Weltkrieg, der am 11. November gefeiert wird und gilt ebenso als ein Symbol der Hoffnung und Erneuerung.

## Nutzung
Der Nathalia-Felsenteller wird selten als Zierpflanze für Steingärten und Alpinhäuser genutzt. Die Art ist mindestens seit 1898 in Kultur.